# Подвійне проникнення

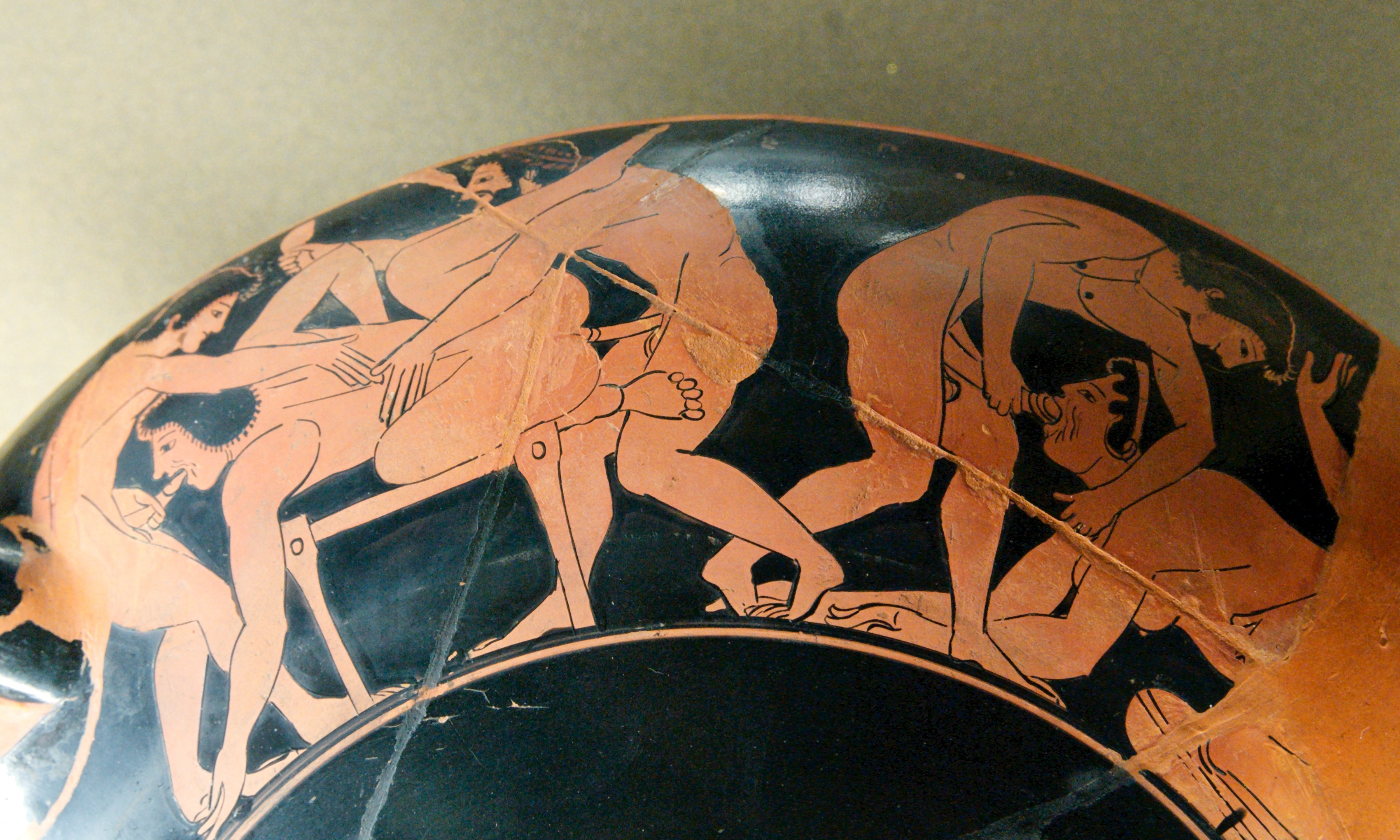
Ваза у Стародавньому Римі

Подвійне проникнення

Подвійне проникнення (англ. double penetration) — сексуальна практика в рамках групового сексу, що передбачає одночасне введення двома активними партнер(к)ами пасивному партнерові (партнерці) пеніса, пальців або фалоімітатора. Це найпростіший варіант багатомісного проникнення, які часто застосовують під час групових генг-бенг. Цей вид сексу поширений у порноіндустрії, причому можливе проникнення одночасно двох пенісів як у вагіну, так і в анус. У гей-порно нерідко можна побачити подвійне проникнення двох пенісів в анус.

## Варіанти двомісного проникнення
- Одночасне проникнення у вагіну й анус
- Одночасне проникнення до рота і вагіни або ануса
- Двомісне вагінальне проникнення — введення одночасно двох пенісів в одну вагіну.
- Двомісне анальне проникнення — два пеніси вводяться в анальний отвір (подвійний анал).

## Варіанти багатомісного проникнення
Багатомісне — (англ. multiple penetration):
- Тримісне проникнення (англ. triple penetration) або повне заповнення — введення в рот, вагіну й анус.
- Двомісне вагінальне, двомісне анальне: одночасне проникнення в жінку, анально (2 пеніси) і вагінально (2 пеніси).